# Resolução 226 do Conselho de Segurança das Nações Unidas
A Resolução 226 do Conselho de Segurança das Nações Unidas aprovada em 14 de outubro de 1966, após ter ouvido queixas da República Democrática do Congo de que o então território português de Angola se tinha tornado numa base de operações para os mercenários estrangeiros que interferissem nos assuntos internos da República Democrática do Congo, o Conselho instou o governo de Portugal a não permitir que mercenários estrangeiros usem Angola como base de operação para interferir na República Democrática do Congo. O Conselho também convidou todos os Estados a abster-se ou a desistir de intervir nos assuntos domésticos da República Democrática do Congo.